# Ponte de Sôr
Ponte de Sôr este un oraș în Districtul Portalegre, Portugalia.